# Sergio Pignedoli

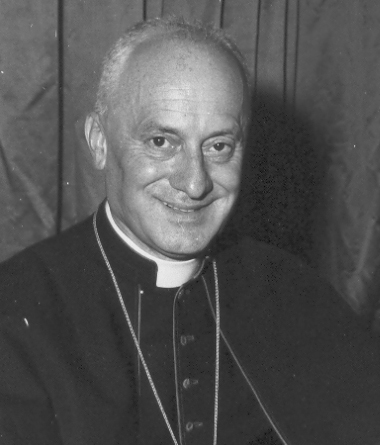
Sergio Pignedoli, 1967

Wappen von Sergio Kardinal Pignedoli

Sergio Kardinal Pignedoli (* 4. Juni 1910 in Felina bei Castelnovo ne’ Monti, Provinz Reggio Emilia, Italien; † 15. Juni 1980 in Reggio Emilia) war ein italienischer Geistlicher, Diplomat des Heiligen Stuhls und später Kurienkardinal der römisch-katholischen Kirche.

## Leben
Sergio Pignedoli studierte Philosophie und Katholische Theologie am Priesterseminar von Reggio Emilia. An der Università Cattolica del Sacro Cuore (UCSC) in Mailand wurde er in Mediävistik promoviert, an der Päpstlichen Lateranuniversität in Rom wurde er in Theologie promoviert und an der Gregoriana erwarb er zudem einen Abschluss in Kirchengeschichte.
Am 1. April 1933 empfing er das Sakrament der Priesterweihe. Anschließend arbeitete er fast zwei Jahre lang als Subregens des Priesterseminars von Reggio Emilia, ehe er 1934 zum Kaplan der UCSC in Mailand ernannt wurde. Von 1940 bis 1943 nahm er als Militärgeistlicher am Zweiten Weltkrieg teil. 1943 trat er in die Dienste des Staatssekretariates und übernahm zugleich die Aufgabe des Kaplans der Katholischen Aktion und der Pfadfinder für ganz Italien. 1945 erhielt er den Titel eines Päpstlichen Geheimkämmerers und 1949 den eines Hausprälaten Seiner Heiligkeit.
Vor und während des Heiligen Jahres 1950 arbeitete er als Sekretär der Planungskommission.
Am 22. Dezember 1950 ernannte ihn Papst Pius XII. zum Titularerzbischof von Iconium und bestellte ihn zum Apostolischen Nuntius in Bolivien. Die Bischofsweihe spendete ihm am 11. Februar 1951 der Patriarch von Venedig, Adeodato Giovanni Kardinal Piazza; Mitkonsekratoren waren der Offizial im Staatssekretariat und spätere Kardinal Valerio Valeri sowie sein Heimatbischof Beniamino Socche, Bischof von Reggio Emilia. Am 19. Oktober 1954 wurde er Apostolischer Nuntius in Venezuela. Nach nur einem halben Jahr wurde er am 15. April 1955 von dieser Position abberufen und zum Weihbischof im Erzbistum Mailand ernannt. Papst Johannes XXIII. ernannte ihn am 23. September 1960 zum Apostolischen Gesandten für West- und Zentralafrika, Papst Paul VI. betraute ihn am 1. Juni 1964 mit der gleichen Aufgabe in Kanada.
In den Jahren 1962 bis 1965 nahm Sergio Pignedoli am Zweiten Vatikanischen Konzil teil. 1966 leitete er in päpstlichem Auftrag als Präsident die Außerordentliche Versammlung der vietnamesischen Bischofskonferenz. Am 10. Juni 1967 erhielt er die Ernennung zum Sekretär der Kongregation für die Evangelisierung der Völker.
Papst Paul VI. nahm ihn am 30. März 1973 als Kardinaldiakon mit der Titeldiakonie San Giorgio in Velabro in das Kardinalskollegium auf und übertrug ihm im gleichen Jahr die Leitung des Sekretariats für die Nichtchristen. Er nahm sowohl am Konklave im August als auch an dem im Oktober 1978 teil, bei dem Johannes Paul I. bzw. Johannes Paul II. zum Papst gewählt wurde. Vor ersterem Konklave galt Kardinal Pignedoli als papabile. Von 1979 bis zu seinem Tode war er dienstältester unter den Kardinaldiakonen und somit Kardinalprotodiakon.
Sergio Pignedoli starb am 15. Juni 1980, kurz nach seinem 70. Geburtstag, an einer Lungenembolie in Rom. Er wurde in der Pfarrkirche von Felina di Castelnovo ne’ Monti bestattet.